# Ústav ekonomiky a managementu VŠCHT Praha
Ústav ekonomiky a managementu je součástí Vysoké školy chemicko-technologické Praha. Nabízí programy jak v oblasti vzdělávání Ekonomické obory, určené širšímu okruhu posluchačů, tak kombinované programy, zaměřené na užší propojení ekonomických disciplín s oblastmi přírodních a technických věd, rozvíjenými na fakultách VŠCHT Praha. Tomu odpovídá i profil tvůrčí činnosti jeho akademických pracovníků, zahrnující odborná témata čistě ekonomického zaměření i témata interdisciplinární, zpravidla ve spolupráci s dalšími pracovišti. Kromě studia v akreditovaných studijních programech realizuje smluvní výzkum pro podniky a instituce veřejné správy a zajišťuje kurzy pro veřejnost z oblastí svého odborného zájmu.

## Studijní programy a specializace
Stávající studijní programy byly akreditovány Národním akreditačním úřadem v českých i anglických verzích. Pro všechny programy je charakteristický exaktní přístup k řešení praktických problémů a důraz na uplatnění absolventů v mezinárodním prostředí.

### Bakalářské studijní programy
- Ekonomika a management, Standardní délka studia 3 roky, titul Bc.
- Economics and Management, BSc Degree Program

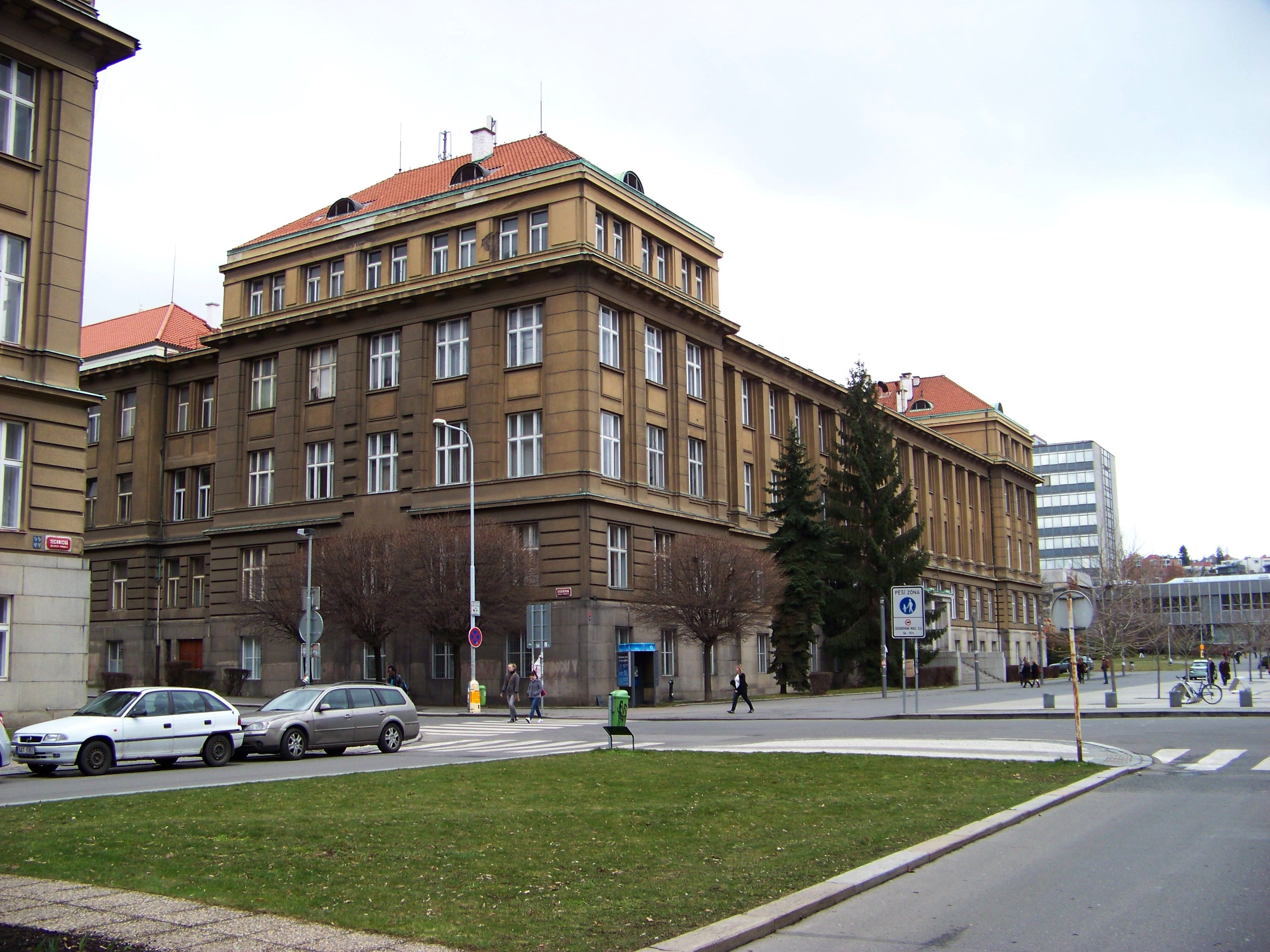
Vysoká škola chemicko-technologická Praha

### Magisterské studijní programy
Program Odvětvový management navazuje na bakalářský studijní program Ekonomika a management se dvěma specializacemi 
- Projektové řízení inovací, Standardní délka studia 2 roky, titul Ing.
- Řízení chemického průmyslu, Standardní délka studia 2 roky, titul Ing.

- Innovation Project Management, MSc Degree Program
- Chemical Industry, MSc Degree Program

## Historie
Vznik ústavu Ekonomiky a managementu VŠCHT Praha je spojen se založením Fakulty ekonomicko-inženýrské ČVUT v roce 1952. Vedle směrů zaměřených na řízení energetiky, strojírenství, stavebnictví a dopravy byla zahájena i výuka specialistů na řízení a ekonomiku chemického průmyslu. U zrodu chemického směru byli prof. Dr. Ing. V. Šáda (absolvent a v letech 1948 - 1950 předposlední děkan rušené Vysoké školy obchodní ČVUT) a doc. Ing. M. Slunečko, kteří na FEI založili Katedru organizace a plánování chemického průmyslu. Jejími prvními učiteli byli dále prof. Ing. V. Škola, doc. Ing. J. Dohnal, doc. Ing. J. Vepřek, Ing. J. Neuman, Dr. A. Zástěra, Ing. E. Stehlík, Ing. V. Velímský, Ing. E. Šmatláň, Dr. M. Fišner, Dr. J. Vulterin, Dr. V. Rak, Ing. V. Novák, Ing. V. Markovec a Ing. J. Čížek.
Od roku 1954 byl přitom na VŠCHT Praha pověřen přednášením a cvičením předmětu Ekonomiky a řízení chemického průmyslu pro všechny chemické fakulty doc. Dr. J. Stýblo, CSc., který uvedený předmět přednášel po čtyři roky i na VŠCHT v Pardubicích. Přednáškami pro potravinářskou fakultu na VŠCHT Praha byl pověřen prof. Dr. Ing. F. Lom, DrSc., cvičeními Ing. M. David.
Prvního září 1960 vznikla na VŠCHT Praha Fakulta automatizace a ekonomiky, která byla v roce 1969 přejmenována na současnou Fakultu chemicko-inženýrskou. Její součástí byla i Katedra organizace a plánování chemického průmyslu, která na základě delimitačního protokolu z roku 1960 přešla z ČVUT při rušení Fakulty ekonomicko-inženýrské na tuto fakultu, čímž se stala - spolu s nástupnickými katedrami vzniklými na fakultách ČVUT - jedním z dědiců FEI. Po doplnění původními přednášejícími ekonomických předmětů na VŠCHT Praha z ní vznikla Katedra ekonomiky, organizace a plánování chemického průmyslu.
V roce 1970 byla tato katedra přejmenována na Katedru ekonomiky a řízení chemického průmyslu a v roce 1973 pak na Katedru ekonomiky a řízení chemického a potravinářského průmyslu. V této době na této katedře působili: prof. Dr. Ing. V. Šáda, prof. Dr. J. Stýblo, CSc., prof. Ing. M. Slunečko, prof. Dr. Ing. F. Lom, DrSc., Ing. E. Stehlík, CSc., Ing. E. Šmatláň, CSc., Ing. V. Velímský, CSc., Ing. V. Záveský, CSc., Ing. S. Balatka, CSc., Ing. I. Gros, CSc., Ing. J. Černý, CSc., Ing. M. David, CSc., Ing. V. Mejvald a Ing. J. Mahdal.
Katedra trvale věnovala pozornost inovaci učebních programů tak, aby odrážely aktuální kvalitativní požadavky na vedoucí pracovníky v oblastech chemického a potravinářského průmyslu. Vědecká činnost členů katedry byla trvale spojena s požadavky praxe, katedra spolupracovala s významnými výzkumnými pracovišti, zejména Výzkumným ústavem technicko-ekonomickým chemického průmyslu a řešila celou řadu výzkumných úkolů. Trvale také spolupracovala s technologickými ústavy VŠCHT Praha na společných projektech.
V polovině sedmdesátých let za pomoci ministerstva průmyslu získala katedra v té době moderní výpočetní techniku, která umožnila kvalitativní skok ve výuce inženýrské statistiky, operační analýzy a i v dalších předmětech. Pracovníci ústavu se tak mohli podílet na vývoji algoritmů pro podporu rozhodování a řešit zajímavé projekty v oblasti vědecko-výzkumné činnosti. Došlo k růstu kvality odborných praxí, růstu úrovně diplomových prací a zlepšily se možnosti dobrého uplatnění absolventů studijního oboru. Za dobu existence Katedry ekonomiky a řízení chemického a potravinářského průmyslu absolvovalo více než třináct set absolventů. Mnoho z nich zastávalo a i v současné době zastává významné manažerské funkce v řadě odvětví průmyslu, poradenských a projektových organizacích, orgánech veřejné správy, bankovnictví apod.
Katedra se podílela významnou měrou na dalším vzdělávání pracovníků praxe. Mimořádně úspěšný byl projekt postgraduálního studia v oboru Řízení a ekonomika chemických výrob pro inženýry technology, zpravidla pro absolventy VŠCHT Praha. Toto studium mělo rekvalifikační charakter a prohlubovalo vědomosti potřebné pro řízení různých podnikových činností. Bylo dokončeno celkem čtrnáct běhů tohoto kurzu.
Nedílnou součástí práce ústavu bylo doktorské studium. Titul kandidáta ekonomických věd získalo na Katedře několik desítek absolventů z řad interních a zejména externích studentů.
V roce 1991 došlo k přejmenování katedry na Ústav ekonomiky a řízení chemického a potravinářského průmyslu a v roce 2007 na Ústav ekonomiky a managementu chemického a potravinářského průmyslu.
Významnou změnou v historii ústavu byl jeho přesun z fakulty chemicko-inženýrské mezi celoškolská pracoviště. Tato organizační změna byla realizována k 14. 9. 2015, čímž došlo ke změně názvu na Katedru ekonomiky a managementu, a od 16. 10. 2017, kdy vstoupil v platnost nový organizační řád VŠCHT Praha, na Ústav ekonomiky a managementu.
Osamostatnění ústavu s sebou neslo i prohloubení zájmu o výchovu skutečně kvalitních odborníků s hlubokými ekonomickými i chemicko-technologickými znalostmi. Tehdejší magisterský program Ekonomika a management chemických a potravinářských podniků se zdál být pro udržení vysoké úrovně odbornosti v chemicko-technologické sféře nedostatečný, a proto ústav přistoupil k vytvoření komplexního pětiletého studijního programu. Vzhledem k požadavkům, vycházejícím z Boloňského procesu, však bylo nutné jej proměnit do obvyklé podoby 3+2 roky studia. Poslední posluchači ho absolvovali v roce 2019, kdy vypršela jeho akreditace a byl nahrazen programy, vycházejícími ze standardů nového vysokoškolského zákona.
Ten mimo jiné zavedl členění studijních programů podle oblastí vzdělávání. Výrazně personálně posílený ústav od roku 2020 nabízí jak programy v oblasti vzdělávání Ekonomické obory, určené širšímu okruhu posluchačů, tak kombinované programy, zaměřené na užší propojení ekonomických disciplín s oblastmi přírodních a technických věd, rozvíjenými na fakultách VŠCHT Praha. Tomu odpovídá i profil tvůrčí činnosti jeho akademických pracovníků, zahrnující odborná témata čistě ekonomického zaměření i témata interdisciplinární, zpravidla ve spolupráci s dalšími pracovišti. Ústav tak vychovává absolventy se silným teoretickým základem, schopné uplatnit své znalosti v praxi.